# Championnat d'Uruguay de football 1986
Navigation
Saison précédente Saison suivante
La saison 1986 du Championnat d'Uruguay de football est la quatre-vingt-quatrième édition du championnat de première division en Uruguay. Les treize meilleurs clubs du pays sont regroupés au sein d'une poule unique, la Primera División, où ils s'affrontent deux fois au cours de la saison, à domicile et à l'extérieur. En fin de saison, le dernier du classement cumulé des deux dernières saisons est relégué et remplacé par le champion de deuxième division.
C'est le Club Atlético Peñarol qui est sacré champion d'Uruguay cette saison après avoir battu le Club Nacional de Football lors d’un match décisif pour le titre. C'est le 38e titre de champion d'Uruguay de l’histoire du club.

## Qualifications continentales
Les deux premiers de la Liguilla pré-Libertadores obtiennent leur billet pour la prochaine Copa Libertadores.

## Les clubs participants
| - CA Peñarol - Defensor Sporting Club - Club Nacional de Football - Club Atlético Bella Vista - Huracán Buceo - Club Atlético Progreso | - CA River Plate - Danubio FC - CA Cerro - Rampla Juniors - Central Español Fútbol Club - Montevideo Wanderers - Centro Atlético Fénix - Promu de D2 |

## Compétition

### Classement
Le barème utilisé pour établir le classement est le suivant :
- Victoire : 2 points
- Match nul : 1 point
- Défaite : 0 point

| Rang | Équipe                      | Pts | J  | G  | N  | P  | Bp | Bc | Diff |
| ---- | --------------------------- | --- | -- | -- | -- | -- | -- | -- | ---- |
| 1    | Club Nacional de Football   | 35  | 24 | 13 | 9  | 2  | 33 | 15 | +18  |
| 2    | Club Atlético PeñarolT      | 34  | 24 | 13 | 8  | 3  | 33 | 17 | +16  |
| 3    | Central Español Fútbol Club | 28  | 24 | 10 | 8  | 6  | 26 | 20 | +6   |
| 4    | Montevideo Wanderers        | 26  | 24 | 7  | 12 | 5  | 32 | 22 | +10  |
| 5    | Club Atlético Bella Vista   | 24  | 24 | 9  | 6  | 9  | 25 | 22 | +3   |
| 6    | Club Atlético Progreso      | 24  | 24 | 9  | 6  | 9  | 25 | 25 | 0    |
| 7    | Huracán Buceo               | 24  | 24 | 8  | 8  | 8  | 24 | 26 | -2   |
| 8    | Defensor Sporting Club      | 22  | 24 | 7  | 8  | 9  | 28 | 31 | -3   |
| 9    | Danubio Fútbol Club         | 22  | 24 | 7  | 8  | 9  | 26 | 30 | -4   |
| 10   | Club Atlético Cerro         | 20  | 24 | 6  | 8  | 10 | 22 | 28 | -6   |
| 11   | Rampla Juniors Fútbol Club  | 19  | 24 | 6  | 7  | 11 | 20 | 30 | -10  |
| 12   | Centro Atlético FénixP      | 18  | 24 | 2  | 14 | 8  | 19 | 29 | -10  |
| 13   | CA River Plate              | 16  | 24 | 4  | 8  | 12 | 21 | 39 | -18  |

|  | Club participant au match décisif pour le titre et qualifié pour la Liguilla pré-Libertadores |
|  | Qualification pour la Liguilla pré-Libertadores                                               |
|  | Relégation directe en deuxième division                                                       |
|  | T : Tenant du titre P : Promu de D2                                                           |

- Centro Atlético Fénix est relégué car c'est le club le moins performant lors des deux dernières saisons.

### Matchs

#### Match pour le titre
Au démarrage du championnat, Nacional et Peñarol ont des dettes impayées, ce qui risque d'entraîner leur exclusion de la compétition. Les deux équipes choisissent de déclarer forfait pour la 1re journée. Mais si le calendrier permet au Nacional d'être exempt, Peñarol doit affronter Huracán Buceo. Le problème des dettes est résolu avant la deuxième journée, ce qui permet aux deux formations de pouvoir prendre part à la Primera División. Si le Nacional se sort de cette histoire sans handicap, Peñarol a eu match perdu à la suite de son forfait contre Huracan. 
Les deux équipes conviennent alors que si le Nacional termine le championnat en tête, avec un ou deux points d'avance sur Peñarol, elles devront jouer un match décisif pour déterminer le champion d'Uruguay. C'est ce qui se produit à l'issue de la phase régulière puisque le Nacional se classe premier, avec un point d'avance sur Peñarol. 
| 6 janvier 1987 | Club Atlético Peñarol | 0 - 0 | Club Nacional de Football | Stade Centenario, Montevideo |
|                |                       |       |                           | Spectateurs : 60 000         |
|                | Tirs au but 4-3       |       |                           |                              |

### Liguilla pré-Libertadores
Les huit clubs qualifiés disputent la Liguilla pour déterminer les deux clubs qualifiés pour la Copa Libertadores 1987. 

#### Groupe A
| Rang | Équipe                      | Pts | J | G | N | P | Bp | Bc | Diff |  | Résultats (▼ dom., ► ext.)  | Pro | CEs | Nac | BVil |
| ---- | --------------------------- | --- | - | - | - | - | -- | -- | ---- |  | --------------------------- | --- | --- | --- | ---- |
| 1    | Club Atlético Progreso      | 4   | 3 | 1 | 2 | 0 | 4  | 3  | +1   |  | Club Atlético Progreso      |     | 2-1 | 0-0 | 2-2  |
| 2    | Central Español Fútbol Club | 3   | 3 | 1 | 1 | 1 | 5  | 4  | +1   |  | Central Español Fútbol Club |     |     | 2-2 | 2-0  |
| 3    | Club Nacional de Football   | 3   | 3 | 0 | 3 | 0 | 3  | 3  | 0    |  | Club Nacional de Football   |     |     |     | 1-1  |
| 4    | Club Atlético Bella Vista   | 2   | 3 | 0 | 2 | 1 | 3  | 5  | -2   |  | Club Atlético Bella Vista   |     |     |     |      |

#### Groupe B
| Rang | Équipe                 | Pts | J | G | N | P | Bp | Bc | Diff |  | Résultats (▼ dom., ► ext.) | Wan | Peñ | Hur | Defl |
| ---- | ---------------------- | --- | - | - | - | - | -- | -- | ---- |  | -------------------------- | --- | --- | --- | ---- |
| 1    | Montevideo Wanderers   | 5   | 3 | 2 | 1 | 0 | 7  | 3  | +4   |  | Montevideo Wanderers       |     | 1-1 | 2-1 | 4-1  |
| 2    | Club Atlético Peñarol  | 5   | 3 | 2 | 1 | 0 | 3  | 1  | +2   |  | Club Atlético Peñarol      |     |     | 1-0 | 1-0  |
| 3    | Huracán Buceo          | 1   | 3 | 0 | 1 | 2 | 1  | 3  | -2   |  | Huracán Buceo              |     |     |     | 0-0  |
| 4    | Defensor Sporting Club | 1   | 3 | 0 | 1 | 2 | 1  | 5  | -4   |  | Defensor Sporting Club     |     |     |     |      |

#### Groupe final
| Rang | Équipe                      | Pts | J | G | N | P | Bp | Bc | Diff |  | Résultats (▼ dom., ► ext.)  | Peñ | Pro | CEs | Wanl |
| ---- | --------------------------- | --- | - | - | - | - | -- | -- | ---- |  | --------------------------- | --- | --- | --- | ---- |
| 1    | Club Atlético Peñarol       | 4   | 3 | 1 | 2 | 0 | 5  | 3  | +2   |  | Club Atlético Peñarol       |     | 1-1 | 3-1 | 1-1  |
| 2    | Club Atlético Progreso      | 4   | 3 | 1 | 2 | 0 | 6  | 5  | +1   |  | Club Atlético Progreso      |     |     | 2-2 | 3-2  |
| 3    | Central Español Fútbol Club | 2   | 3 | 0 | 2 | 1 | 6  | 8  | -2   |  | Central Español Fútbol Club |     |     |     | 3-3  |
| 4    | Montevideo Wanderers        | 2   | 3 | 0 | 2 | 1 | 6  | 7  | -1   |  | Montevideo Wanderers        |     |     |     |      |

## Bilan de la saison
| Championnat d'Uruguay de football 1986 |                                   |
| Champion                               | Club Atlético Peñarol (38e titre) |
| Qualifications continentales           |                                   |
| Copa Libertadores 1987                 | Club Atlético Peñarol             |
| Copa Libertadores 1987                 | Club Atlético Progreso            |
| Promotions et relégations              |                                   |
| Promus en Primera División             | Club Sportivo Miramar Misiones    |
| Relégués en Primera B                  | Centro Atlético Fénix             |